# Diocesi di Ciego de Ávila
La diocesi di Ciego de Ávila (in latino Dioecesis Caeci Abulensis) è una sede della Chiesa cattolica a Cuba suffraganea dell'arcidiocesi di Camagüey. Nel 2023 contava 192.000 battezzati su 467.366 abitanti. La sede è vacante.

## Territorio
La diocesi comprende l'intera provincia di Ciego de Ávila e il municipio di Jatibonico nella vicina provincia di Sancti Spíritus.
Sede vescovile è la città di Ciego de Ávila, dove si trova la cattedrale di Sant'Eugenio.
Il territorio è suddiviso in 7 parrocchie.

## Storia
La diocesi è stata eretta il 2 febbraio 1996 con la bolla Universale Ecclesiae di papa Giovanni Paolo II, ricavandone il territorio dalla diocesi di Camagüey (oggi arcidiocesi).
Originariamente suffraganea dell'arcidiocesi di Santiago di Cuba, il 5 dicembre 1998 è entrata a far parte della provincia ecclesiastica di Camagüey.

## Cronotassi dei vescovi
Si omettono i periodi di sede vacante non superiori ai 2 anni o non storicamente accertati.
- Mario Eusebio Mestril Vega (2 febbraio 1996 - 8 luglio 2017 ritirato)
- Juan Gabriel Díaz Ruiz (8 luglio 2017 - 7 aprile 2022 nominato vescovo di Matanzas)
  - Sede vacante (dal 2022)

## Statistiche
La diocesi nel 2023 su una popolazione di 467.366 persone contava 192.000 battezzati, corrispondenti al 41,1% del totale.
| anno | popolazione | popolazione | popolazione | presbiteri | presbiteri | presbiteri | presbiteri                | diaconi | religiosi | religiosi | parrocchie |
| anno | battezzati  | totale      | %           | numero     | secolari   | regolari   | battezzati per presbitero | diaconi | uomini    | donne     | parrocchie |
| ---- | ----------- | ----------- | ----------- | ---------- | ---------- | ---------- | ------------------------- | ------- | --------- | --------- | ---------- |
| 1999 | 182.600     | 450.000     | 40,6        | 5          | 3          | 2          | 36.520                    | 4       | 2         | 8         | 4          |
| 2000 | 182.600     | 450.000     | 40,6        | 7          | 5          | 2          | 26.085                    | 3       | 2         | 8         | 4          |
| 2001 | 186.000     | 450.000     | 41,3        | 8          | 6          | 2          | 23.250                    | 3       | 2         | 11        | 4          |
| 2002 | 187.000     | 452.000     | 41,4        | 7          | 7          |            | 26.714                    | 3       |           | 13        | 4          |
| 2003 | 186.000     | 450.000     | 41,3        | 7          | 7          |            | 26.571                    | 3       |           | 13        | 4          |
| 2004 | 186.000     | 450.000     | 41,3        | 8          | 8          |            | 23.250                    | 3       |           | 14        | 4          |
| 2006 | 186.900     | 452.100     | 41,3        | 8          | 8          |            | 23.362                    | 3       |           | 12        | 4          |
| 2013 | 189.100     | 464.000     | 40,8        | 8          | 6          | 2          | 23.637                    | 3       | 2         | 16        | 5          |
| 2016 | 190.343     | 465.628     | 40,9        | 8          | 6          | 2          | 23.792                    | 2       | 2         | 16        | 5          |
| 2019 | 191.830     | 467.000     | 41,1        | 14         | 7          | 7          | 13.702                    | 2       | 7         | 18        | 7          |
| 2021 | 192.000     | 467.366     | 41,1        | 13         | 6          | 7          | 14.769                    | 3       | 7         | 17        | 7          |
| 2023 | 192.000     | 467.366     | 41,1        | 7          | 3          | 4          | 27.428                    | 4       | 4         | 13        | 7          |